# Bobby Keys
Bobby Keys (18. prosince 1943 – 2. prosince 2014) byl americký saxofonista. Svou kariéru zahájil ve svých patnácti letech a brzy vystupoval se zpěváky, jakými byli například Bobby Vee či Buddy Holly. Koncem šedesátých let zahájil spolupráci s britskou rockovou skupinu The Rolling Stones, s níž hrál až do své smrti. Se skupinou nahrál řadu alb a hrál například v hitové písni „Brown Sugar“. Během své kariéry spolupracoval s mnoha dalšími hudebníky, mezi které patří například Eric Clapton, Country Joe McDonald, George Harrison, Billy Preston či skupina Lynyrd Skynyrd. Zemřel v roce 2014 ve věku sedmdesáti let.